# Iaib
Iaib was een farao van de 13e dynastie uit de Egyptische oudheid.

## Biografie
Iaib of Ibiau of Waibre Iaib regeerde volgens de Turijnse koningslijst 10 jaar, 8 maanden en 29 dagen. Er zijn verschillende scarabeeën gevonden die zijn naam bevat. Er is ook een stele van een officier Sahathor. Zijn vrouw was koningin Khaesnebu.